# Joseph Espalioux
Pour les articles homonymes, voir Espalioux.
Joseph Espalioux est un artiste peintre né à Saint-Bonnet-les-Tours-de-Merle le 8 décembre 1921, mort à Toulouse le 27 septembre 1986.

## Biographie
Joseph Espalioux naît en 1921 à Saint-Bonnet-les-Tours-de-Merle. Ses parents sont Jeanne et Romain Espalioux, ce dernier exerçant le métier de maréchal-ferrant.
À partir de 1950 la vie de Joseph Espalioux passe par plusieurs métiers: d'abord mineur pendant deux années sur un chantier de l'E.D.F., il part ensuite pour l'Ariège où il a des attaches familiales (sa sœur, enseignante, l'y a précédé), travaillant aux Établissements Ricalens à Lavelanet, puis chez Vergé, fabricant de meubles au Mas-d'Azil. À partir de 1955, la profession de Joseph Espalioux consiste à contrôler les ultra-sons dans l'Usine métallurgique de Pamiers (alors appelée S.M.I.).
Le 4 janvier 1956, il épouse à Pamiers Alice Rivals, native de Cintegabelle, et c'est sur les encouragements d'Alice qu'à partir de 1957 il en vient à la peinture, d'abord ne poursuivant que sa pratique du dessin à l'encre de Chine pendant ses loisirs, pour rapidement s'aménager un atelier où pratiquer plus largement la gouache, le pastel, l'huile et l'acrylique.
Passionné de vélo, ainsi que l'énonce un de ses tableaux qui est un hommage à Jacques Anquetil, Joseph Espalioux décède d'un accident cardiaque survenu lors d'une participation à une excursion cycliste en septembre 1986. Il repose au cimetière de Pamiers.

## Thèmes dans l'œuvre
- Les chevaux: « La série de ses chevaux: elle est innombrable. Les voici en automne, en été, cabrés, paissant, noyés par l'orage, à l'écurie, chez le maréchal-ferrant, réduits à des têtes abstraites, à des signes symboliques. Rien de gratuit: c'est chaque fois une lumière différente dans laquelle ils sont pris. C'est cette lumière qui intéresse l'artiste parce qu'elle exprime les conditions différentes de l'existence »[3].
- Les paysages: « Le même mystère enveloppe ses paysages: Pamiers s'endort dans les rouges et les sombres. Foix ou Montségur hissent leurs châteaux sur des collines, perdues dans le ciel, devenues inaccessibles, sacrées... Venise, ensommeillée, ajoute à la puissance d'évocation »[3]. « Le contact avec la terre d'Espagne a été pour Espalioux une révélation. Il n'a pas été le même après. Il a révisé, repensé son art. L'une de ses trouvailles d'exposition consiste à présenter côte à côte, pour le contraste, des vues de l'Espagne et de l'Italie. Le peintre, jouant des trasparences nacrées, a su rendre le charme voluptueux, langoureux, quasi-magique du paysage iltalien. L'Espagne, c'est un autre monde qu'Espalioux a ressenti. C'est la confrontation avec un pays dont l'âme profonde, populaire, demeure, grâce au ciel, inchangée »[4].

## Expositions personnelles
- Galerie du Taur, Toulouse, novembre 1967.
- Ambassade d'Espagne, Lisbonne, avril 1968.
- Galerie du Chevalier de la Barre, Paris (Montmartre), avril-mai 1969.
- Galerie Amadis, Madrid, mai 1969.
- Maison des jeunes et de la culture, Pamiers, novembre 1972, octobre-novembre 1973, octobre-novembre 1974, décembre 1976, octobre 1977, octobre-novembre 1978, octobre 1981, novembre-décembre 1982[5], novembre-décembre 1983[6].
- Mairie de Mirepoix (Ariège), novembre 1972.
- Galleria d'arte moderna "Alba"", Ferrare, 1973.
- Galerie Saint-Antoine, Lyon, octobre 1975.
- Galerie Galatée, Paris (Montparnasse), octobre-novembre 1976.
- Mairie d'Ax-les-Thermes, août 1977.
- Crailsheim, septembre 1977.
- Galerie de France, rue de l'Hôtel-Colbert, Paris, 1978, mars 1979.
- Mairie de Lavelanet, mai 1978.
- Mairie de Limoux, juillet 1978.
- Foyer culturel, Castres, mai 1980.
- Maison des jeunes et de la culture de Brive-la-Gaillarde, mai 1980.
- Galerie Herouet, Paris, octobre 1980, mars 1982.
- Œuvres d'Espagne, Musée Goya, Castres, avril-mai 1981[7].
- Musée Toulouse-Lautrec, Albi, septembre 1981.
- Galerie L'Historial, Issoire, avril 1983.
- Galerie d'art de l'aéroport d'Orly, juillet 1984.
- Hall du démocrate vernonnais, Vernon (Eure), 1985.
- Le Procope, Paris, octobre 1985.
- Vente de l'atelier Joseph Espalioux, Hôtel Drouot, Paris, Claude Robert, commissaire-priseur à Paris, lundi 5 octobre 1987[8].
- Galerie Annie Angé, Pamiers, novembre 1992.
- Joseph Espalioux, le peintre de la lumière, Salle Joseph-Espalioux, Pamiers, août 1999[9].
- Vente de l'atelier Joseph Espalioux, Château de Lasserre, Stanislas Machoïr, commissaire-priseur à Montastruc-la-Conseillère, 28 janvier 2012.
- Joseph Espalioux - Le cheval et le cyclisme, Galerie hAbEO, Vichy, 2012[2].
- Hommage à Joseph Espalioux - Collection Alice Espalioux, Espace d'art des Carmes, Pamiers, octobre-novembre 2012,[10].

## Expositions collectives
- Salon des indépendants ariégeois, 1960.
- Salon d'automne, Paris, 1963.
- Salon des indépendants, Grand Palais (Paris), 1970, 1971, 1972, 1973, 1974, 1975, 1976, 1979, 1984[11].
- Hommage à Bertrand Russell, Rotunda Gallery, Londres, décembre 1972.
- Salon d'hiver, Paris, mars 1973.
- Grand Prix Paul-Ricard, Île de Bendor, mars 1973.
- Salon de la Société nationale des beaux-arts, Béziers, avril 1973.
- Salon des arts plastiques modernes, Parc Chanot, Marseille, mai 1973.
- Galerie Duncan, Paris, décembre 1973.
- Foire aux arts plastiques, Mazamet, juin-septembre 1974.
- Galerie Forum, Paris, 1975.
- Centre d'art contemporain de Tokyo, 1977.
- Galerie Claude Jory, Faubourg Saint-Honoré, Paris, 1978.
- Espagne d'hier et d'aujourd'hui, Galerie de l'arc-en-ciel, Paris, septembre 1979.
- Salon d'automne d'Issoudun, octobre 1979.

## Réception critique
- « Une facture vigoureuse, même parfois flamboyante, faisant plus ou moins appel au contour, des tons inattendus dans leur entrechoquement, une méthode extrêmement personnelle: voilà comment pourrait se définir l'œuvre d'Espalioux... Regardée de près, la matière grumeleuse de ses toiles, comme taillée au couteau sur un empâtement de glèbe, mais que le pinceau finement rehausse par les nuances ultimes, dépend moins d'une technique fortuite ou arbitrairement adoptée que d'un travail pictural en intime relation avec un sens inné des choses de la nature. Volontiers aride ou violent envers les paysages, il sait aussi se montrer tendre dans ses représentations d'animaux, le cheval en particulier, et sans cesse se heurtent chez lui les tendances opposées, orageuses et paisibles, dont la résultante est d'un profond romantisme. Ne serait-ce que ce goût de l'Espagne, ou des mystérieuses ruines de Montségur, faisant un peu penser à certains dessins de Victor Hugo: un souffle passionné traverse l'ensemble de l'œuvre que l'on ne peut isoler d'une technique en elle-même vivante et essentiellement lyrique. » - Denis Roger[12]
- « Les Œuvres d'Espagne expriment, dune manière fort personnelle, des thèmes comme la corrida, le flamenco ou les rues typiques d'Espagne... Par une pâte riche et vibrante, par un dessin parfaitement structuré et maîtrisé, Espalioux sait rendre l'âme profonde de ce pays au charme voluptueux, si violent et austère à la fois. » - E.G[7].
- « Joseph Espalioux est un artiste autodidacte. Il nous avoue franchement : « je connais bien les chevaux, je fus maréchal-ferrant ». En quelques traits, il campe l'animal, nerveux, musclé, d'un naturel parfait. Ses taureaux sont aussi justes d'attitudes que solidement établis. Cernant d'un trait noir, virulent, décisif ses personnages, ses guitaristes espagnols sont la vie même. Cet artiste modeste, inquiet, a poussé ses recherches jusqu'à l'art abstrait. Ses compositions forment un tout compact, solide, où les fonds se mêlent de façon admirable au sujet principal, et quelles précieuses couleurs! Unissant la puissance de la pâte à la délicatesse des tons, Joseph Espalioux est véritablement un peintre complet. » - Henri Héraut[13]
- « Des paysages du sud-ouest, des chevaux, un goût de la pâte riche et généreuse, une grande sincérité dans le réalisme: l'artiste proclame ses origines terriennes tout au long de son œuvre. » - Gérald Schurr[14]
- « Cet artiste nous a laissé une œuvre considérable, une œuvre très variée, d'un travail personnel qui ne ressemble à aucun autre. Peintre du midi de la France, Joseph Espalioux a apporté dans ses toiles le soleil et la clarté des paysages qu'il connaît bien, la matière y est colorée, sa palette ressemble à un grand éventail de couleurs. Dans l'œuvre de Joseph Espalioux, tout est sûreté et fermeté. La matière est généreuse, pleine de force, le graphisme ne retenant que l'essentiel. Sa peinture dégage un sentiment de chaleur qui réchauffe l'âme. » - Jean Valette, conservateur du musée de Frontignan

## Prix et distinctions
- Grand Prix de Paris, 1963[10].
- Grand Prix de la composition, Deauville, 1963, pour La course de chevaux, toile[10].

## Musées et collections publiques
- Musée Labenche, Brive-la-Gaillarde.
- Centre d'études et musée Edmond-Michelet, Brive-la-Gaillarde.
- Musée Goya, Castres, Los olvidados et Losa, peintures.
- Musée des beaux-arts de Gaillac, trente toiles (donation Alice Espalioux).
- Musée municipal de Frontignan.
- Salle Joseph-Espalioux, Rue Jules-Amouroux, Pamiers[15].
- Salle polyvalente, mairie de Saint-Bonnet-les-Tours-de-Merle

## Collections privées
- Collection Sony, Osaka.